# Gyulafehérvári Újszövetség
Az 1648-ban megjelent Gyulafehérvári Újszövetség, amelyet magyar forrásokban Rákóczi-biblia néven is említenek, az első román nyelvű teljes Újszövetség-fordítás. A fordítás és a kiadás I. Rákóczi György fejedelem megbízásából és költségén történt.

## Keletkezése
Korábban már Bethlen Gábort is foglalkoztatta egy román nyelvű Biblia  kiadatása, de erre nem került sor. 1644-ben I. Rákóczi György bízta meg a havasalföldi Silvestru szerzetest a fordítás elkészítésével. Az elképzelés feltehetőleg Geleji Katona István református püspöktől származott, aki úgy vélte, hogy ha a görögkeleti egyházhoz tartozó románoknak lehetősége nyílik megismerni a Bibliát és a kereszténység alapvető tanításait, akkor a protestáns egyházhoz fognak csatlakozni. Silivestru elkezdte a fordítást, de nem fejezte be, ezért a fejedelem arra utasította Simion Ștefant, az erdélyi románok püspökét, hogy a munka elvégzéséhez keressen a görög, a latin, valamint az óegyházi szláv nyelvben járatos papokat; a további fordítók neve nem maradt fenn. Silivestru fordítása számos hibát tartalmazott, ezeknek a kijavítása két évig tartott. Az ellenőrzést Csulai György, a fejedelem udvari papja végezte, segítője a marosillyei János esperes volt.
Az előszó szerint a fordítás görög, latin és szerb (óegyházi szláv) nyelvből készült: „Épp ezért adjuk tudtotokra, hogy nem csak egy, hanem annyi forrást használtunk, amennyit fellelhettünk: görögöt, latint és szerbet, mely utóbbiakat híres görögül értő tudósok írtak. Leginkább azonban a görög szöveghez tartottuk magunkat, de használtuk Jeromost is, aki először fordította eredeti görög nyelvből latinra [az Újszövetséget]. Használtuk még a szintén görögből szlávra fordított és Muszkaországban kiadott Bibliát is.”
A nyomdász neve nem szerepel a címlapon, Simion Ștefan előszavából pedig csak azt lehet megtudni, hogy a fejedelem külföldi mestereket hozatott a nyomtatáshoz. Egyes források szerint a nyomdász feltehetőleg azonos a Szerb Ștefannak, máskor Ohridi Ștefannak nevezett havasalföldi szerzetessel. A fejedelem 1646 májusában írt levele szerint ekkor már folyamatban volt a betűk öntése, ehhez a matricákat vélhetően Kijevből hozatták.
A nyomtatást 1648. január 20-án fejezték be a gyulafehérvári fejedelmi nyomdában.

## Jellemzői

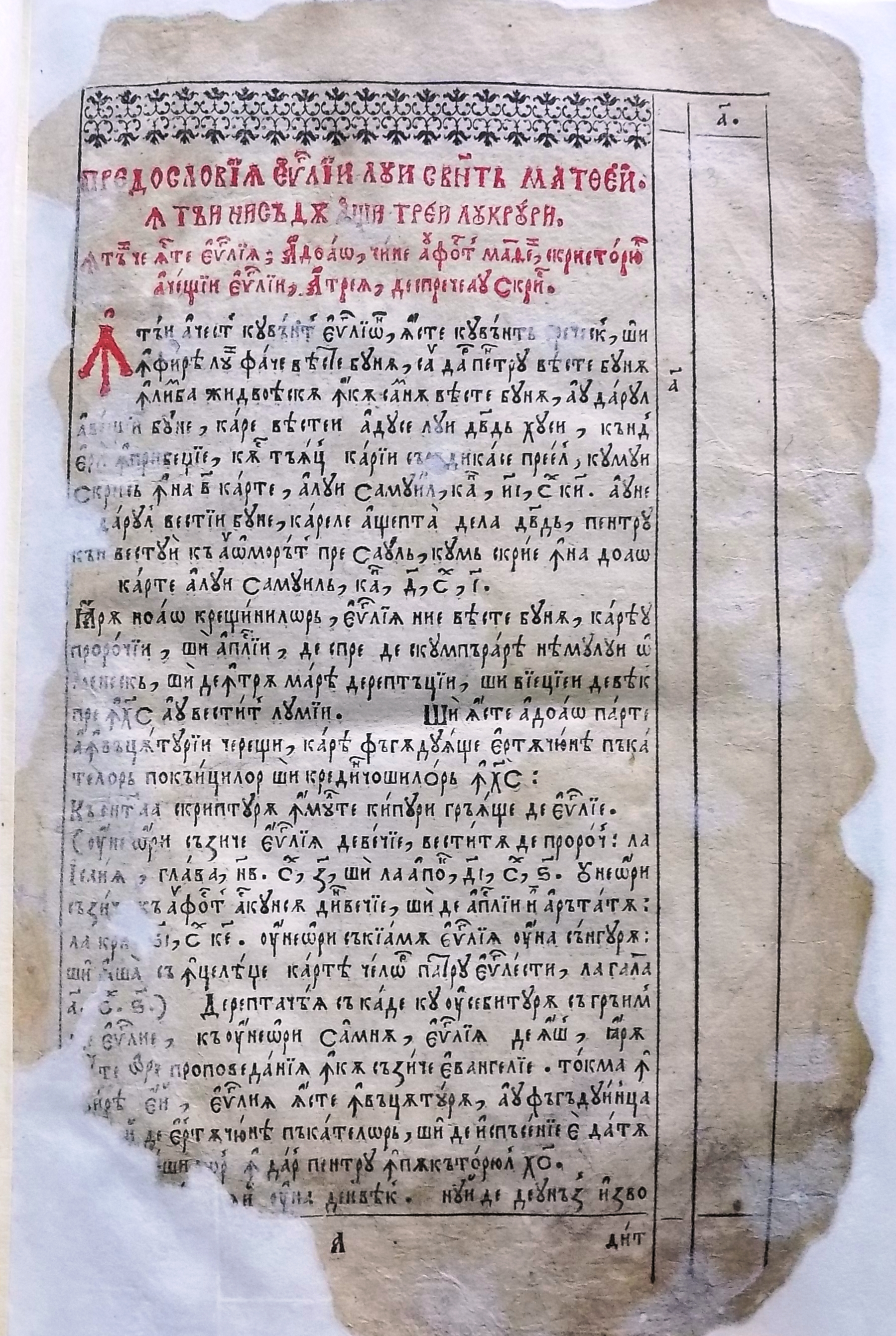

A fordítók arra törekedtek, hogy a szöveget az akkor három országban élő románok egyaránt megértsék. Ennek ellenére a fordításban előfordulnak tájnyelvi (bánsági) elemek is. Kimutatható a magyar nyelv hatása is, ami Roxana Vieru szerint annak tulajdonítható, hogy a fordításhoz magyar nyelvű Bibliát is használtak (noha ezt nem tüntették fel az előszóban). Arra törekedtek, hogy köznyelvi szavakat használjanak, így a fordításban sokkal kevesebb óegyházi szláv kifejezés található, mint a többi 16. századi román könyvben.
A fordítás és az egyes fejezetekhez írt előszavak protestáns hatásról tanúskodnak; az Ószövetségre való hivatkozásokban például az egyes könyvek protestáns (és nem ortodox) megnevezése szerepel. Az ókeresztény írók (például Szent Iréneusz, Tertullianus, Órigenész Alexandriai Szent Atanáz, Szent Jeromos) véleményének megkérdőjelezése szintén protestáns vonás; a Jakab leveléhez írt előszóban pedig megjelenik a hit általi megigazulás eszméje. Ennek ellenére Mircea Păcurariu értékelése szerint a fordítók nem voltak kálvinisták, sem kálvinistapártiak, hanem ortodox románok.
A könyvet fekete és piros cirill betűkkel nyomtatták a lámkeréki fejedelmi papírmalom papírjára. A kiadvány betűi és díszítései – a nyomdász havasalföldi kötődése ellenére – nem hasonlítanak a kor havasalföldi nyomdáiban alkalmazottakra; utóbb viszont megjelentek a 18. századi havasalföldi kiadványokban is.

## Hatása és utóélete
A kinyomtatását követő évtizedekben a könyv nem tudott gyorsan elterjedni viszonylag magas ára miatt; 1671-ben például 19 forintba került, miközben egy ló ára 20 forint volt. Később széles körben használták Erdélyben, de nem vált annyira népszerűvé, mint Varlaam Moţoc moldvai metropolita Cazania című műve. 2022-ig a kiadás 160 példányát azonosították. Egyik példánya 2022-ben 10 000 euróért kelt el.
1988-ban a gyulafehérvári ortodox egyházmegye adta ki újra, nyolc tanulmány kíséretében. A román szerzők a román irodalmi nyelv egyik alapkövének tartják.